# Barbakan (czasopismo)
Barbakan Warszawski, Barbakan – czasopismo Polskiego Towarzystwa Turystyczno-Krajoznawczego wydawane w Warszawie.
W latach 1969–1989 ukazywało się pod tytułem „Barbakan Warszawski”. Wychodziło z różnymi podtytułami, początkowo jako biuletyn szkoleniowo-informacyjny, następnie jako biuletyn Stołecznego Zarządu Wojewódzkiego PTTK oraz biuletyn Oddziału Warszawskiego PTTK. Od 1989 dwumiesięcznik turystyczno-krajoznawczy.
W 1990 zmieniło tytuł na „Barbakan”, z podtytułem: kwartalnik turystyczno-krajoznawczy Mazowsza, wydawany w kolejnych latach przez: Stołeczny Zarząd Wojewódzki PTTK, Mazowiecki Ośrodek Programowy PTTK i Oddział Warszawa-Śródmieście. Wychodziło do 2010, w ostatnich latach jako półrocznik.